# Chorisochora transvaalensis
Chorisochora transvaalensis là một loài thực vật có hoa trong họ Ô rô. Loài này được (A.Meeuse) Vollesen mô tả khoa học đầu tiên năm 1994.